# 乌纳穆诺广场

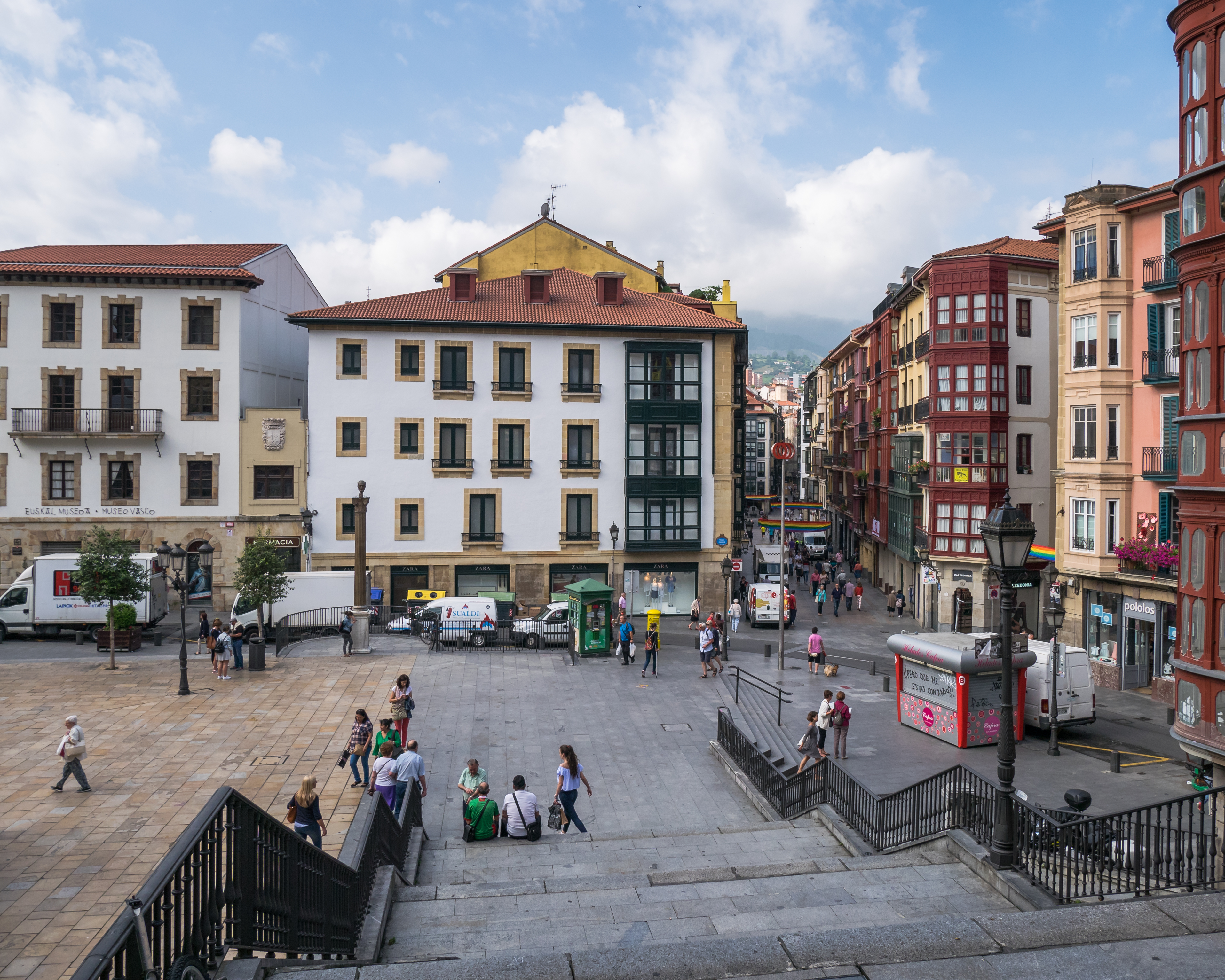
乌纳穆诺广场

乌纳穆诺广场（Plaza Miguel de Unamuno，Plaza Unamuno）是西班牙毕尔巴鄂的一个广场，位于老城区中心。广场得名于哲学家和作家米盖尔·德·乌纳穆诺。

## 建筑
各种著名的建筑围绕着乌纳穆诺广场：
- 巴斯克博物馆（Museo Vasco）。[1]
- 新比斯开考古博物馆（Museo Arqueológico de Bizkaia）。[2]
- 圣周博物馆（Museo de los Pasos de Semana Santa）[3]
- 马洛纳阶梯（Calzadas de Mallona），建于1745年，连接老城区（Casco Viejo）与贝戈尼亚圣殿（Basílica de Begoña）。[4]
- 米盖尔·德·乌纳穆诺纪念碑，距离作家故居大约100米。[5]
- 步行几步就到达新广场（Plaza Nueva）。

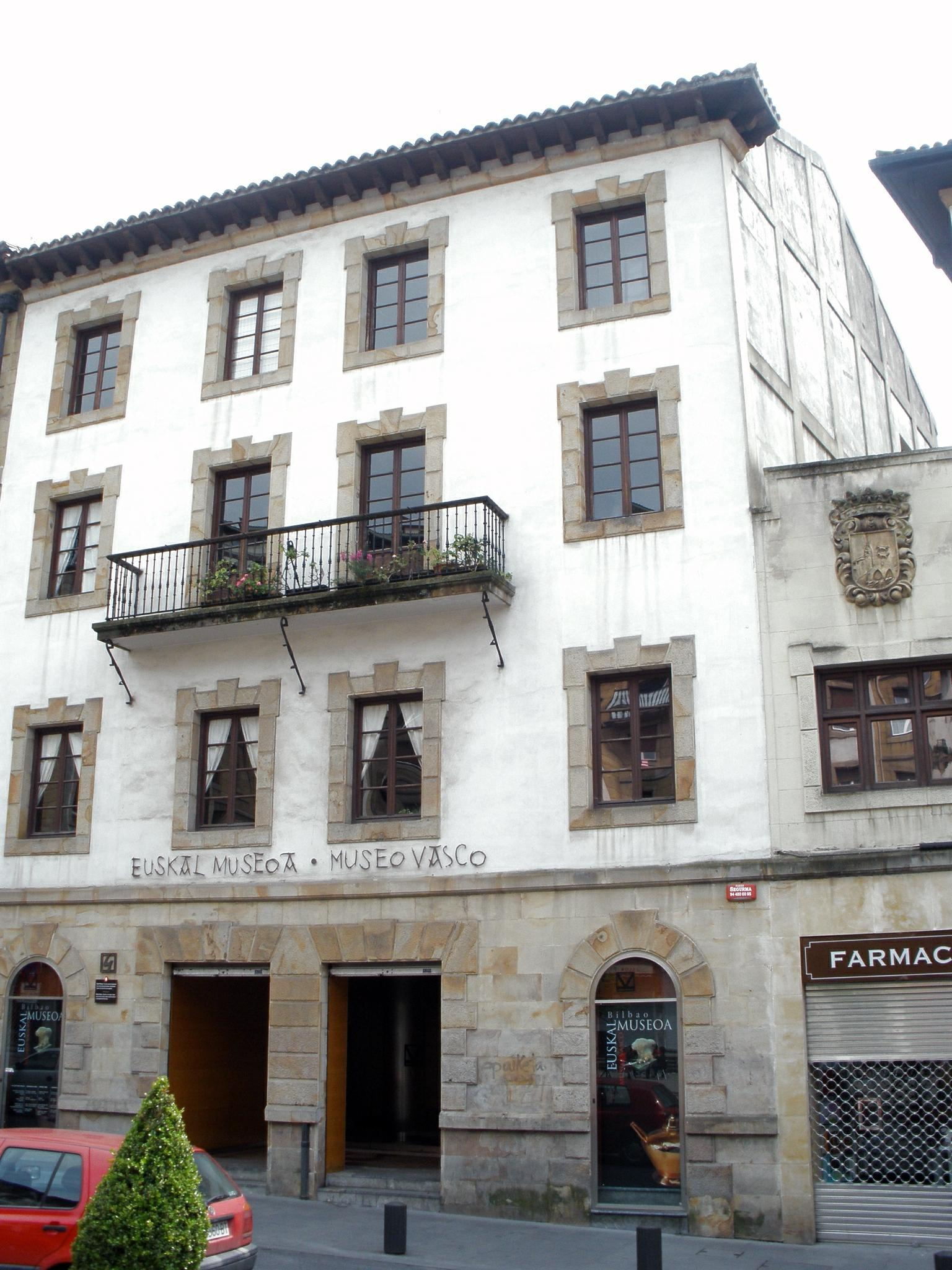
巴斯克博物馆
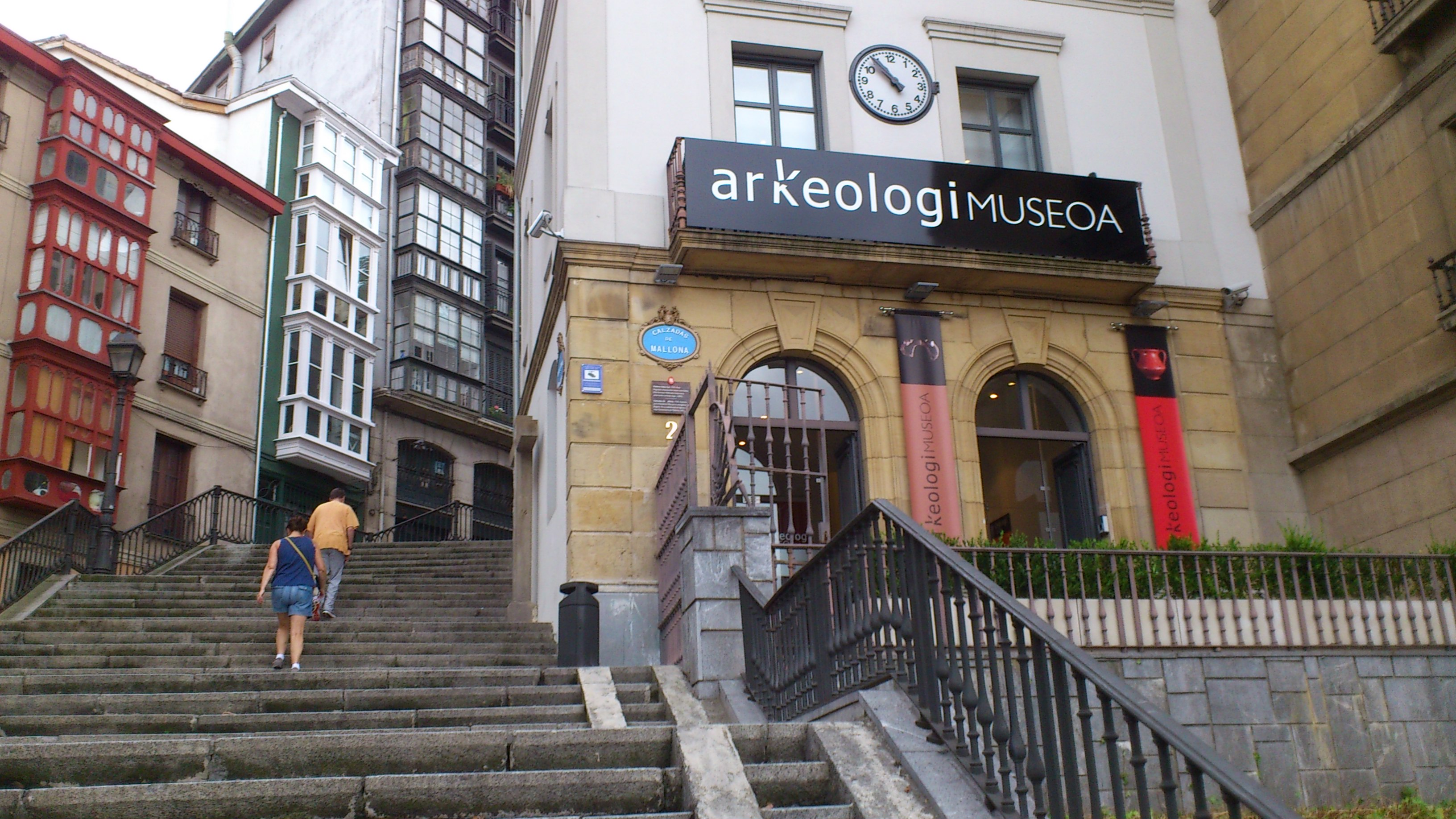
比斯开考古博物馆
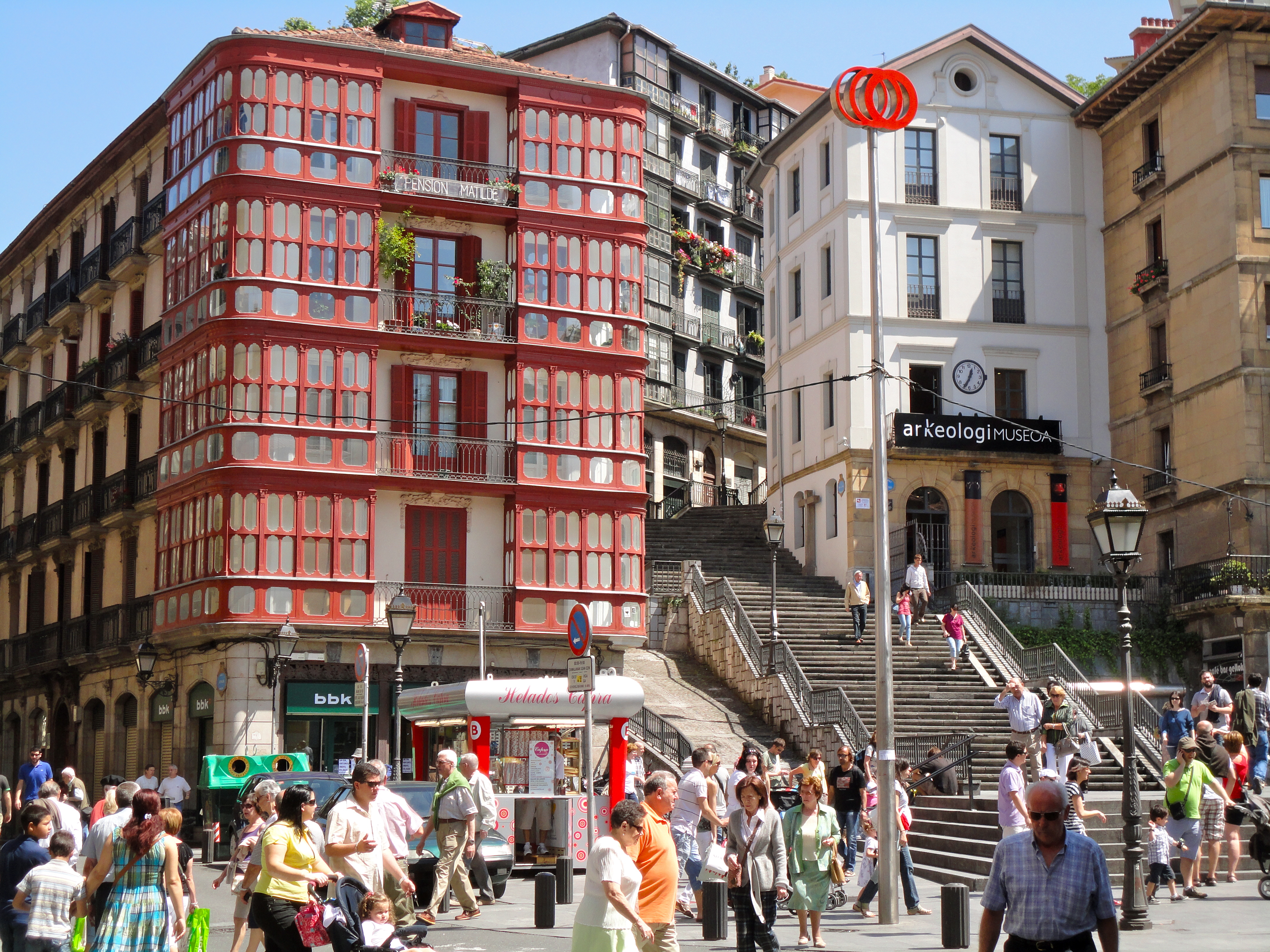
马洛纳阶梯，右侧通往毕尔巴鄂地铁老城站
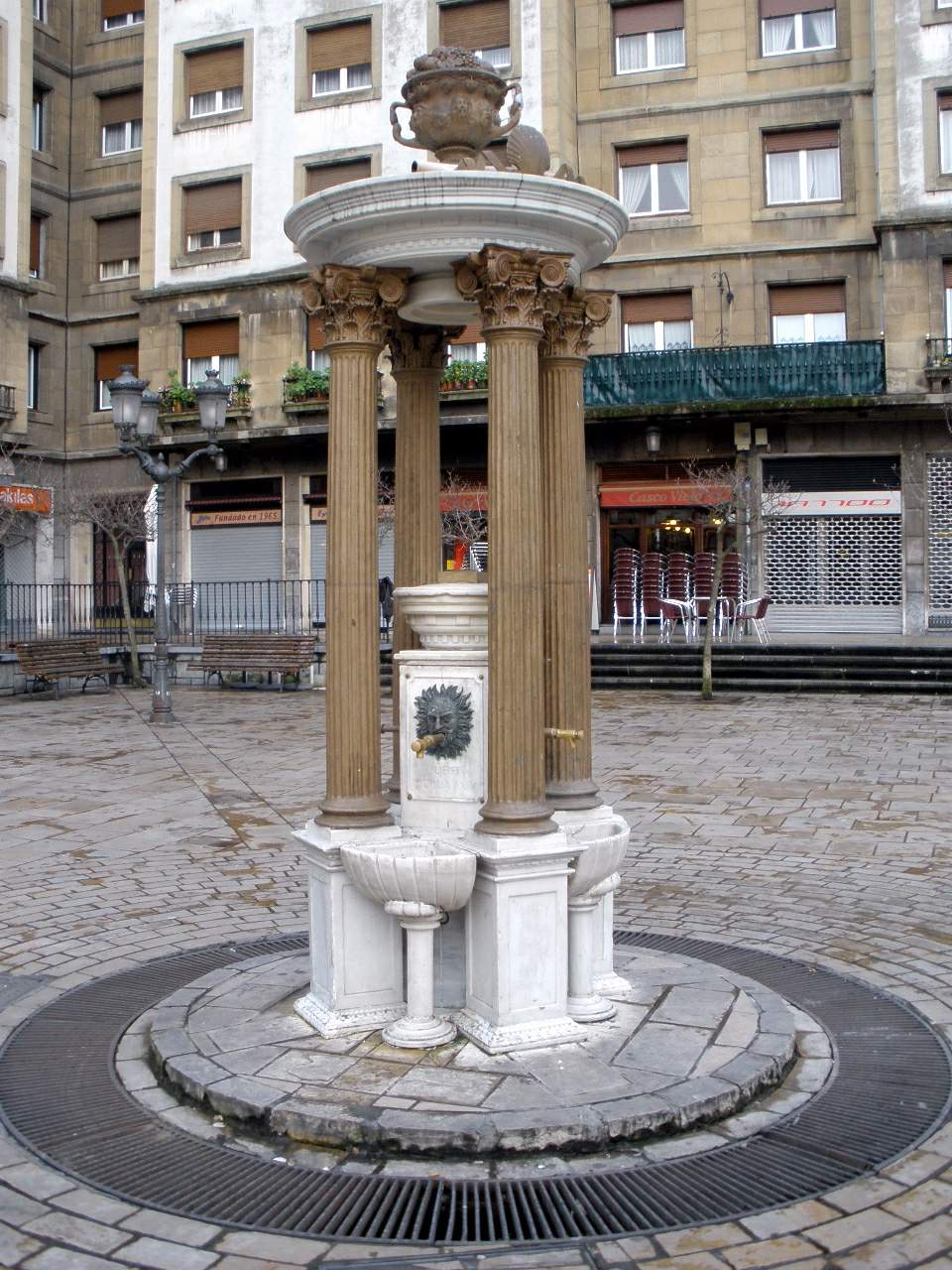
广场中心水井
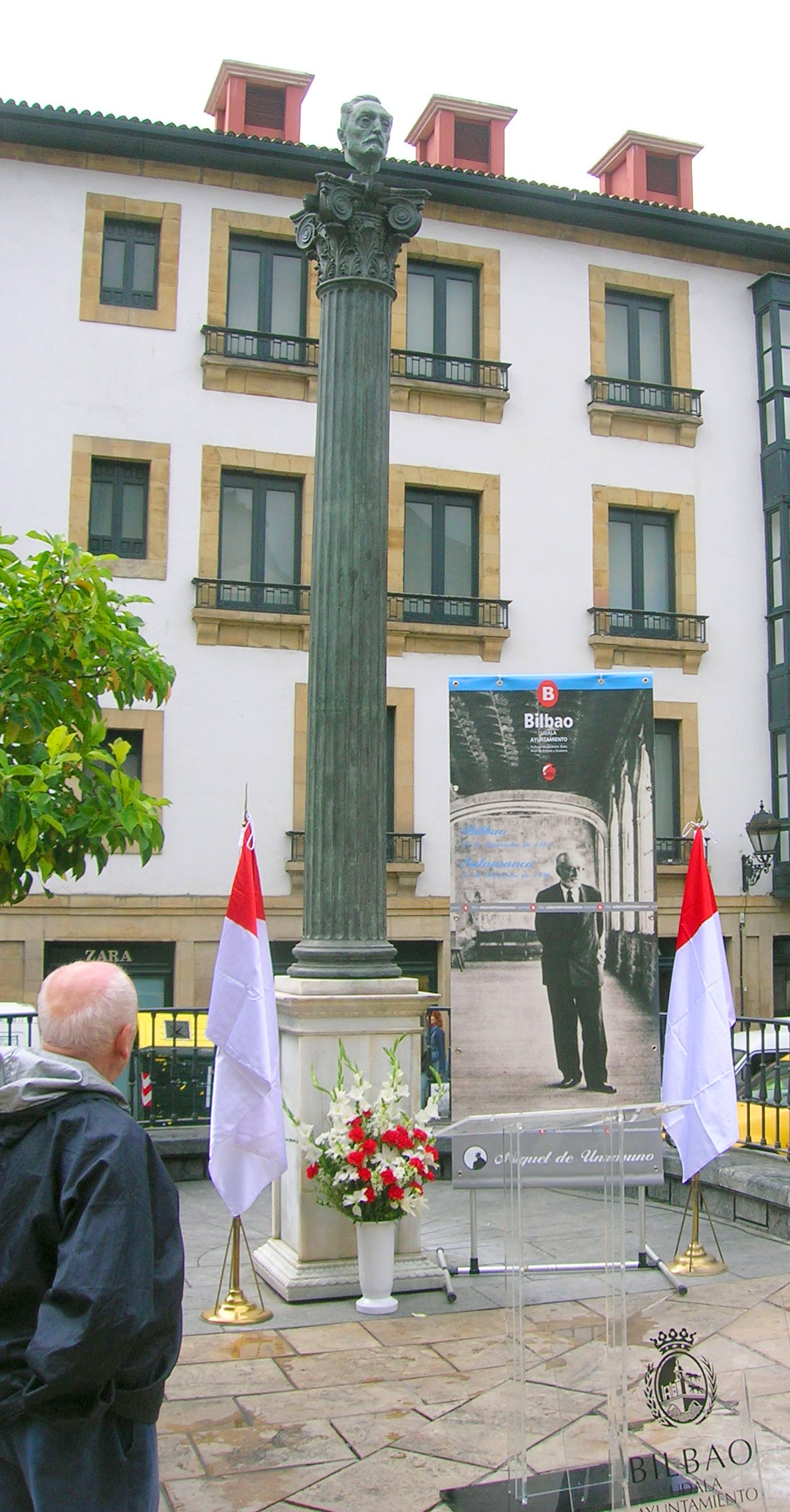
米盖尔·德·乌纳穆诺纪念碑

## 交通
毕尔巴鄂地铁老城站（estación de Casco Viejo）